# Agnès Canna-Ferina
Agnès Canna-Ferina – francuska zapaśniczka walcząca w stylu wolnym. Brązowa medalistka mistrzostw Europy w 1993 roku.